# Cosmia saturata
Cosmia saturata là một loài bướm đêm trong họ Noctuidae.